# (8872) Ebenum
(8872) Ebenum est un astéroïde de la ceinture principale.

## Description
(8872) Ebenum est un astéroïde de la ceinture principale. Il fut découvert le 4 avril 1992 à La Silla par Eric Walter Elst. Il présente une orbite caractérisée par un demi-grand axe de 3,22 UA, une excentricité de 0,09 et une inclinaison de 1,4° par rapport à l'écliptique.

## Compléments